# Харбор-фронт (Сінгапур)

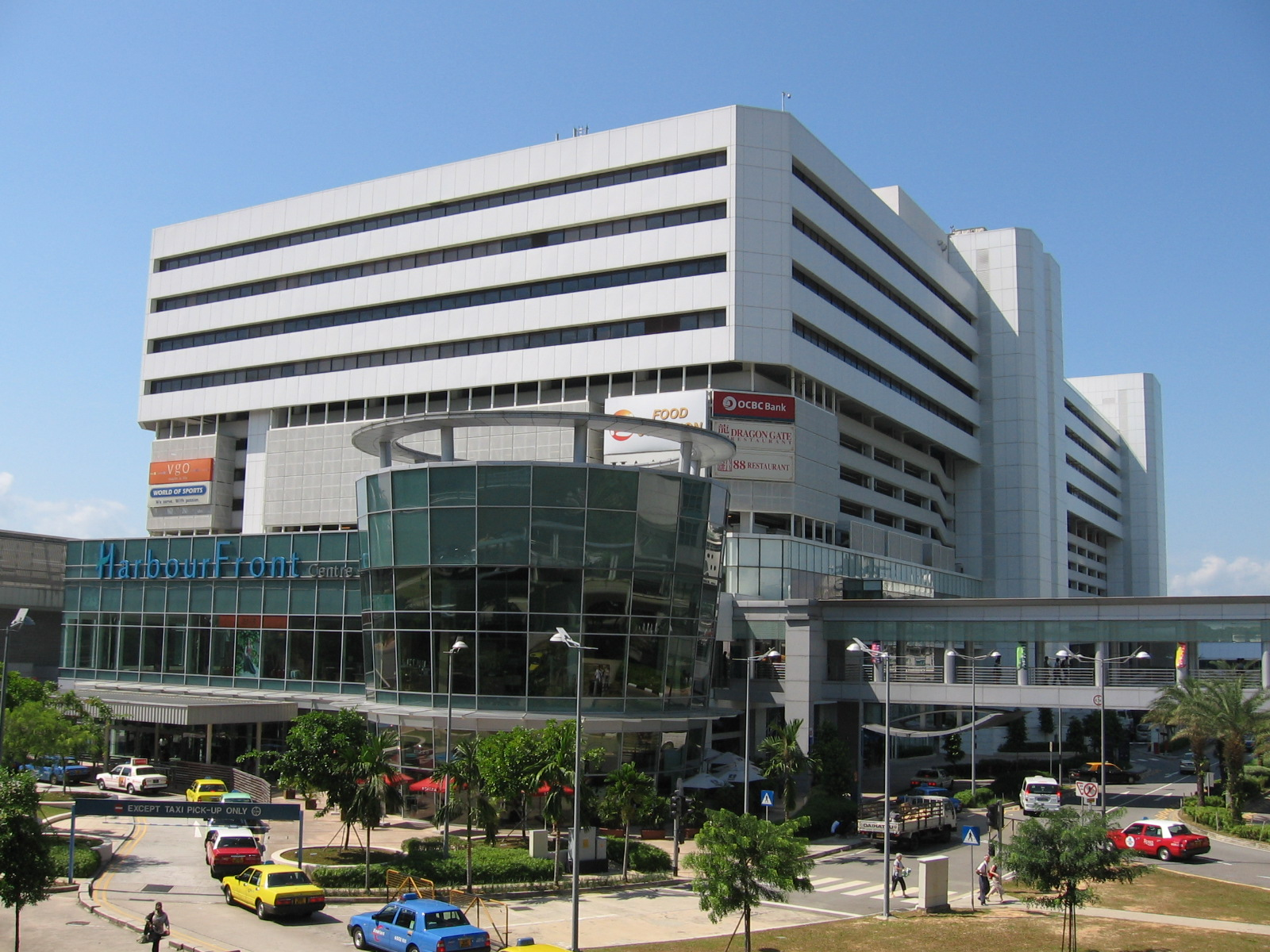
Приморська площа

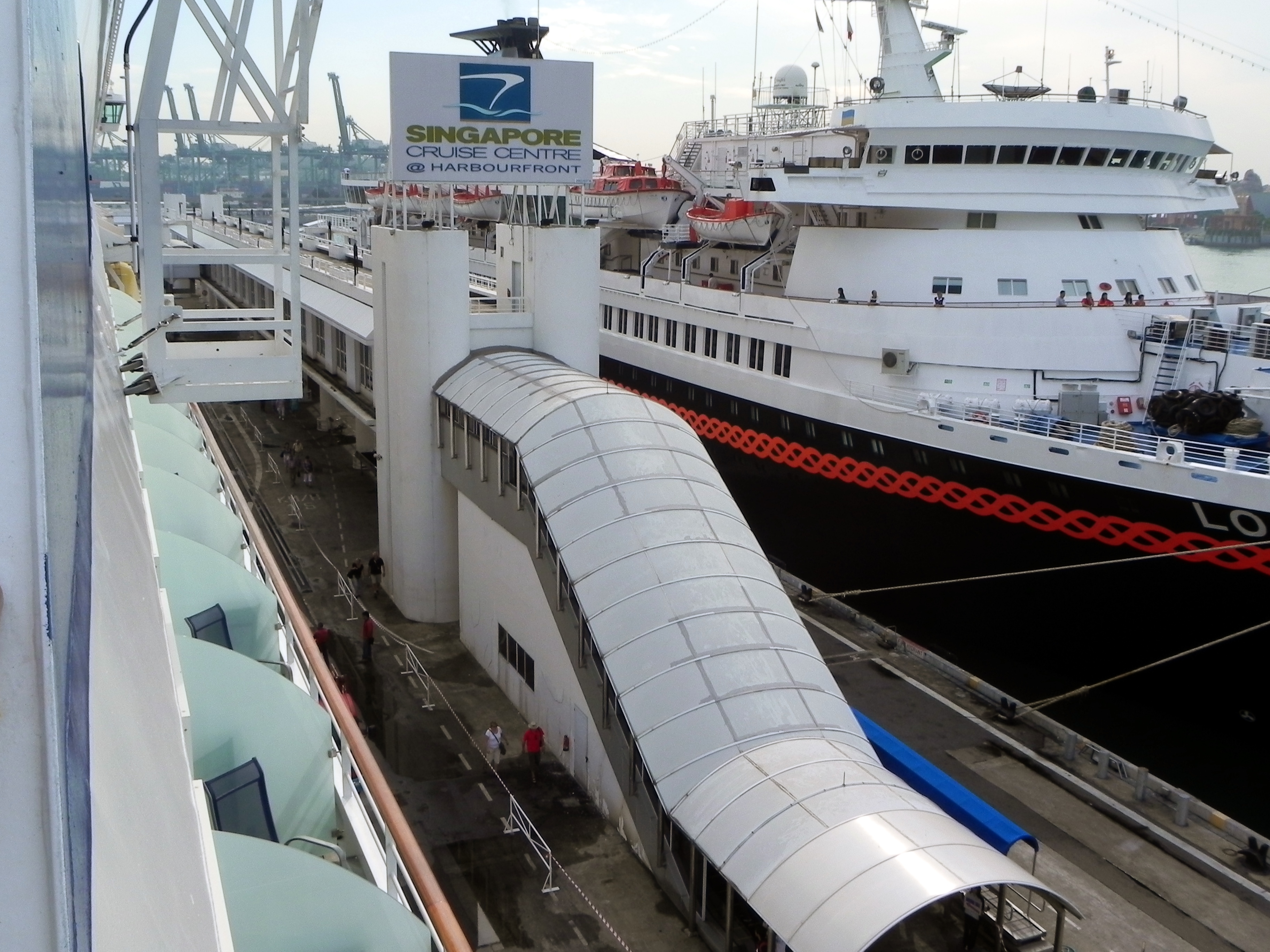
Сінгапурський круїзний центр — перший міжнародний круїзний центр Сінгапуру.

Харбор-фронт (дослівно "Передня гавань") — набережний район, який розташований на півдні Сінгапуру. Хоча межі Харбор-фронту чітко не позначені, його розташування приблизно показане на Генеральному плані Сінгапуру як підзону під назвою Морська площа, яка розташована в районі Букіт-Мера. 
Серед відомих будівель району -  HarbourFront Center, Сінгапурський круїзний центр, St James Power Station і VivoCity. Приморська площа наразі перебудовується під новий бізнес-центр та громадський простір.

## Етимологія
Місцевість спочатку була відома як Сіа Ім (Seah Im), а також називалася Жардін Степс (Jardine Steps). Після розширення порту Сінгапуру його перетворили на Морську площу, а пізніше перейменували на Харбор-фронт.  Сучасна назва була запропонована у 2000-х роках, щоб надати району більш престижного вигляду.

## Історія
Харбор-фронт колись знаходився неподалік від найпівденнішої точки головного острова Сінгапуру до рекультивації земель у Танджонг Пагар і Туас. Розташування допомогло цьому району процвітати комерційно через сусідство з верфями Кеппел, зокрема з будівлею колишнього Всесвітнього торгового центру 1978 року. Місце для проведення перших виставок і конференцій у Сінгапурі — виставковий комплекс Всесвітнього торгового центру, служив також транспортним вузлом поромам до острова Сентоза та інших регіональних напрямків, таких як Батам. Сінгапурський круїзний центр був відкритий у 1991 році, він був першим у країні міжнародним круїзним терміналом.
Масштабна реконструкція була проведена в цьому районі після закриття верфі на початку 2000-х років. HarbourFront Center був реконструйований з Всесвітнього торгового центра, а сусідній виставковий комплекс було знесено, щоб звільнити місце для VivoCity. Також були модернізовані вежі канатної дороги, побудовані нові офісні приміщення. З відкриттям станції метро HarbourFront і розширенням автобусної розв’язки HarbourFront у районі було значно покращено транспортне сполучення. Крім того, нове монорейкове сполучення до Сентози, Sentosa Express, було завершено та відкрито 15 січня 2007 року. Станція Харбор-фронт Кільцевої лінії метрополітену (MRT) була відкрита 8 жовтня 2011 року.

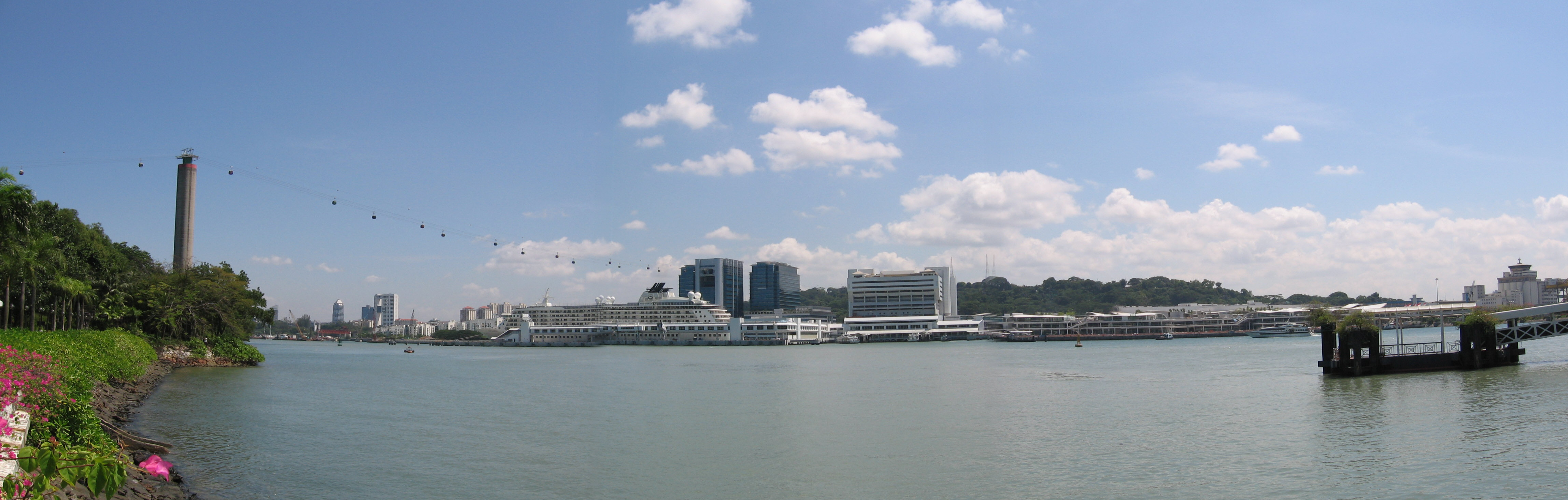
Панорамний вид на Харбор-фронт з круїзною затокою на передньому плані. Взято з нині неіснуючого поромного терміналу Сентоза.

## Зовнішні посилання
- Генеральний план району HarbourFront
- Генеральний план району HarbourFront